# Steve Furber

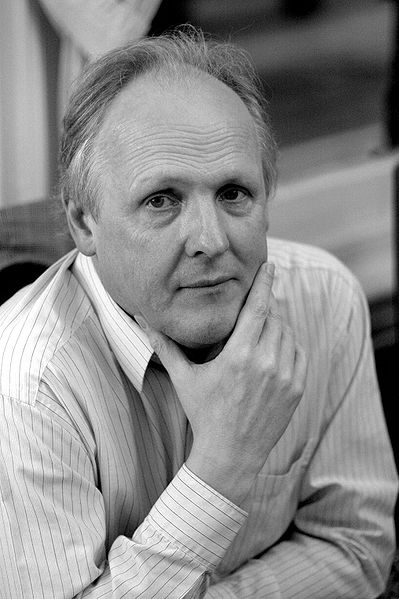
Steve Furber

Stephen Byram Furber CBE, FRS, FREng (* 21. März 1953 in Manchester, England) ist Professor Emeritus of Computer Engineering an der Fakultät für Informatik der Universität Manchester. Besser bekannt ist er für seine Arbeit bei Acorn 1980 bis 1990, wo er mit Sophie Wilson am BBC Micro und am ARM-32-bit-RISC-Prozessor gearbeitet hat.

## Biografie
Furber gewann als Schüler eine Bronzemedaille auf der Internationalen Mathematikolympiade. Er studierte an der Universität Cambridge (Emmanuel College), mit dem Bachelorabschluss in Mathematik 1973 und der Promotion in Aerodynamik bei John Ffowcs Williams 1980. 
Von 1981 bis 1990 arbeitete Furber in der Hardwareentwicklungsabteilung bei Acorn. Gemeinsam mit Sophie Wilson entwickelte er den BBC-Microcomputer, der als Teil eines TV-Programms auf den Markt kommen sollte – er wurde über eine Million Mal verkauft und in über 80 Prozent der Schulen in Großbritannien benutzt. Auf der anschließend (1985) von ihnen entwickelten ARM-Architektur basierende Prozessoren wurden in viele Geräte der Unterhaltungselektronik und in Mobiltelefone eingebaut. Sie wurden bis 2024 über 300 Milliarden Mal hergestellt. ARM ist somit die am meisten verbreitete Prozessorarchitektur der Welt. Nach seiner Zeit bei Acorn wurde er 1990 Professor in Manchester.
Er arbeitete bis zum 30. September 2023 an der University of Manchester, wo er unter anderem am SpiNNaker-Projekt (Spiking Neural Network Architecture), das mit einer Million ARM-Prozessoren einen kleinen Teil des menschlichen Gehirns simulieren soll, mitwirkte.
1999 wurde er Fellow der Royal Academy of Engineering und 2005 von IEEE. 2002 wurde er Fellow der Royal Society und er erhielt die Faraday-Medaille (IEE). 2008 wurde er als ordentliches Mitglied in die Academia Europaea aufgenommen. 2012 wurde er Fellow des Computer History Museum. 2010 erhielt er für den ARM-Prozessor den Millennium Technology Prize der Technischen Akademie Finnlands und 2013 den Computer Pioneer Award. 2014 wurde er mit der Lovelace Medal ausgezeichnet, für 2022 wurde ihm der Charles-Stark-Draper-Preis zugesprochen, für 2024 der IEEE Masaru Ibuka Consumer Electronics Award.
Er lebt in Wilmslow in England.